# سیارک ۲۵۳۳
سیارک ۲۵۳۳ (به انگلیسی: 2533 Fechtig، نامگذاری:A905VA) دو هزار و پانصد و سی و سومین سیارک کشف شده‌است که در ۳ نوامبر ۱۹۰۵ و در هایدلبرگ کشف شد.
قدر مطلق سیارک برابر ۱۱٫۷۰ است.